# Arhiv Muzeja narodne osvoboditve Maribor
Arhiv Muzeja narodne osvoboditve Maribor (kratica AMNOM) je arhiv, ki deluje kot organizacijska enota Muzeja narodne osvoboditve Maribor. 
Primarna naloga arhiva je skrbeti za arhivsko gradivo, ki se nanaša na Štajersko med drugo svetovno vojno.